# Pete Domenici
Pour les articles homonymes, voir Domenici.
 (septembre 2017).
Si vous disposez d'ouvrages ou d'articles de référence ou si vous connaissez des sites web de qualité traitant du thème abordé ici, merci de compléter l'article en donnant les références utiles à sa vérifiabilité et en les liant à la section « Notes et références ».
Pietro Vichi Domenici, dit Pete Domenici, né le 7 mai 1932 à Albuquerque (Nouveau-Mexique), où il est mort le 13 septembre 2017, est un avocat et homme politique américain. Membre du Parti républicain, il est sénateur du Nouveau-Mexique au Congrès des États-Unis de 1973 à 2009.

## Biographie
Pete Domenici est le seul fils d'une famille de cinq enfants d'immigrés italiens. Dans sa jeunesse, il aide son père à l'épicerie familiale.
Diplômé en 1954 de l'université du Nouveau-Mexique, il est engagé dans une équipe de baseball puis devient entraîneur en 1955 au lycée Garfield d'Albuquerque. 
En 1958, Pete Domenici obtient son diplôme de droit à l'université de Denver et s'installe dans sa ville natale pour exercer. La même année, il épouse Nancy Burk, avec laquelle il aura deux garçons et six filles (Lisa, Peter, Nella, Claire, David, Nanette, et les jumelles Paula et Helen).

### Carrière politique
En 1966, Domenici obtient son premier poste d'élu à la commission de la ville d'Albuquerque. 
D'octobre 1967 à mars 1970, il est président de ladite commission, poste équivalent de la fonction de maire. Il se présente pour le poste de gouverneur du Nouveau-Mexique en novembre 1970 mais est battu. 
En 1972, il devient le premier républicain en 38 ans à être élu sénateur du Nouveau-Mexique au Congrès des États-Unis. Il sera réélu en 1978, 1984, 1990, 1996, et 2002. Il ne brigue pas de nouveau mandat en 2008. 
Pete Domenici a été le président de la commission du Sénat sur les Ressources naturelles et de la sous-commission sur l'Eau et l'Énergie. Il a également été membre de la commission des Affaires indiennes et de celle du Budget.
Le sénateur Domenici est un partisan de l'énergie nucléaire et a publié deux livres sur le sujet.

## Publications
- (en) A Brighter Tomorrow: Fulfilling the Promise of Nuclear Energy, Lanham, Maryland, Rowman & Littlefield Publishers, 2004 ;
- (en) Advanced Nuclear Technologies - Hearing Before the Committee on Appropriations, U.S. Senate, Collingdale, Pennsylvanie, D I A N E Publishing Company, 1999.